# Троїце-Сельцо
Тро́їце-Сельцо́ (рос. Троице-Сельцо) — присілок у складі Митищинського міського округу Московської області, Росія.
Стара назва — Троїце-Сельці.

## Населення
Населення — 113 осіб (2010; 43 у 2002).
Національний склад (станом на 2002 рік):
- росіяни — 95 %